# AGS JH27
La AGS JH27 è una monoposto di Formula 1, costruita dalla scuderia francese Automobiles Gonfaronnaises Sportives per partecipare al campionato mondiale di Formula Uno del 1991.
A livello tecnico la monoposto presentava una particolare profilo alare anteriore rialzato, con una curvatura all'attacco del musetto.
La vettura è stata affidata inizialmente all'italiano Gabriele Tarquini (sostituito in seguito dal francese Olivier Grouillard) e a Fabrizio Barbazza. È stata l'ultima monoposto della AGS, prima del suo definitivo ritiro dalle corse.

## Stagione
La JH27 fece il suo debutto ufficiale a Monza, circuito velocissimo e impegnativo per una vettura con limitata potenza e aerodinamica come quella di AGS. Al volante c’erano Gabriele Tarquini, leader tecnico e pilota di punta del team, e Fabrizio Barbazza, subentrato da poco.
Nonostante l’entusiasmo per la nuova macchina, la realtà fu dura: entrambi vennero eliminati già al venerdì mattina durante le pre-qualifiche. La vettura, pur avendo un telaio aggiornato rispetto alla JH25B, soffriva di carenze di aderenza e velocità di punta, con tempi nettamente superiori alla soglia necessaria per accedere alle qualifiche ufficiali.
Dopo Monza, la squadra sperava che piccole modifiche aerodinamiche potessero aiutare la JH27 a superare le pre-qualifiche. Il circuito di Estoril, tecnico e con curve di medio raggio, metteva in evidenza la stabilità della vettura, ma anche le sue gravi mancanze di grip e trazione in uscita di curva.
Ancora una volta, Tarquini e Barbazza non superarono la barriera delle pre-qualifiche. Il distacco dai migliori della sessione era tale da confermare che, senza uno sviluppo importante, la JH27 non avrebbe avuto alcuna chance di vedere la griglia di partenza.
Per la terza e ultima apparizione della JH27, ci fu anche un cambio di formazione: Olivier Grouillard prese il posto di Barbazza al fianco di Tarquini.
Il nuovo circuito di Barcellona, appena inaugurato, era una pista veloce e tecnica, con lunghi curvoni che esigevano equilibrio aerodinamico. La JH27, però, restò ben lontana dalle prestazioni necessarie per passare le qualifiche. Tarquini e Olivier Grouillard vennero entrambi eliminati, segnando l’ennesima delusione.
La monoposto corse in totale tre eventi e non riuscì mai a superare la fase di pre-qualifica. Il distacco cronico dai rivali diretti, unito alla crisi economica interna, portò il team alla resa definitiva. Dopo la gara di Spagna, AGS non riuscì più a risollevarsi e a fine stagione si ritirò dalla Formula 1.
La JH27 rimase così l’ultima vettura costruita dal piccolo team francese, simbolo di un’epoca in cui le squadre private lottavano disperatamente per sopravvivere in un mondiale sempre più competitivo e costoso.